# Jatt
Jatt (in arabo جت‎?; in ebraico גַ'ת‎?) è un consiglio locale arabo nell'area del Triangolo del distretto di Haifa in Israele. Nel 2019 aveva una popolazione di 12 100 abitanti.

## Storia

### Antichità
Dagli scavi archeologici sono stati risaliti i resti dell'antica età e media età del bronzo. Inoltre sono stati rinvenuti anche prodotti in ceramica sia costruiti localmente che importati. I resti di uno scarabeo risalenti al periodo tra il 1750 e il 1550 a.C. sono stati rinvenuti sempre qui.
Qui sono state trovate due lampade romane.
Gli scavi archeologici hanno rivelato importanti resti di epoca bizantina e mamelucca.

### Periodo ottomano
Jatt, come il resto della Palestina, fu annesso all'Impero ottomano nel 1517, e nel censimento del 1596, il villaggio si trovava nella nahiya di Sara nella liwa di Lajjun. Aveva una popolazione di 5 famiglie, tutte musulmane. Pagava un'imposta fissa del 25% sui prodotti agricoli, tra cui frumento, orzo, raccolti estivi, capre e arnie, oltre alle entrate occasionali; le tasse ammontavano a 5.500 akçe.
Nel 1870 Victor Guérin scriveva (qui): "diverse cisterne antiche sono sparse sull'altopiano roccioso su cui sorge Jett. Le case sono costruite in modo rozzo. In mezzo ai piccoli materiali di cui sono principalmente costruite ho osservato un certo numero di tagli pietre di antica data. Nel cortile di una casa ho trovato un vecchio capitello di marmo bianco scavato per servire da mortaio, ed ora usato per macinare il caffè. Ai piedi della collina c'è un pozzo, che probabilmente è di datazione antica". Notò inoltre che Jatt aveva millequattrocento abitanti.
Nel 1882, lo Survey of Western Palestine della Palestine Exploration Fund descriveva così il paese: "evidentemente un sito antico; un villaggio di fango e pietra di dimensioni moderate su un alto tumulo ai margini della pianura. Si trova accanto alla strada principale per il a nord, vicino all'incrocio con quello da Shechem, e circa 2 miglia e mezzo a nord della strada che attraversa Attil fino alla grande pianura. Il villaggio è circondato da pozzi e ha alcune piante di olivo a ovest. Ci sono grotte a nord, e sgorga a circa un miglio a nord-ovest.[..] Potrebbe anche essere il Jethu, o Gath, di Thutmose III, un luogo a nord della strada che seguì a Megiddo".

### Periodo del mandato britannico
Al censimento della Palestina del 1922 condotto dalle autorità del mandato britannico, Jatt aveva una popolazione di 680 musulmani, che al censimento del 1931 erano aumentati a 780 musulmani, che vivevano in 165 case.
Nelle statistiche del 1945 la popolazione di Jatt era di 1 120 musulmani, con un totale di 9.631 dunum di terra secondo un'indagine ufficiale sui terreni e la popolazione. 1.233 dunum erano piantagioni e terreni irrigabili, 8.228 utilizzati per i cereali, mentre 31 dunum erano terreni edificati (urbani).

### Periodo israeliano
Nel 1959 la città è stata dichiarata un consiglio locale. Nel 2003 Jatt è stata fusa con la vicina Baqa al-Gharbiyye per formare la città di Baqa-Jatt. Tuttavia, la fusione è stata annullata nel 2010.